# Graham Henry
Sir Graham William Henry (Christchurch, 8 giugno 1946) è un allenatore di rugby a 15 neozelandese, commissario tecnico degli All Blacks vincitori della Coppa del Mondo di rugby 2011 e, in passato, allenatore dei Blues bicampioni del Super Rugby, del Galles e dei British Lions; dal 1º aprile 2012 è consulente tecnico presso la Unión Argentina de Rugby e, dalla stagione 2013, allenatore degli avanti dei citati Blues. Per i servizi resi al rugby del suo Paese è dal 2012 cavaliere dell'Ordine al merito della Nuova Zelanda.

## Biografia
Proveniente dal Christchurch Boys' High School, Graham Henry fu dedito in gioventù al cricket: nel periodo universitario rappresentò infatti, in tale disciplina, Canterbury tra il 1965 e il 1966, e Otago tra il 1967 e il 1968; laureatosi in educazione fisica nel 1969, divenne insegnante di tale disciplina, oltre che di geografia, alla Grammar School di Auckland, della cui squadra di rugby, nel 1973, assunse la guida tecnica.
Tenne sia l'impiego che l'incarico fino al 1981, quando si trasferì al Kelston Boys' High School, nei sobborghi di Auckland; lì, oltre a continuare l'attività di allenatore della prima squadra dell'istituto, divenne vicepreside e, successivamente, preside.
Esercitò l'attività di insegnante fino al 1996, anno in cui si dimise per dedicarsi professionalmente alla carriera tecnica nel rugby; nei suoi 25 anni di insegnamento ebbe tra gli allievi di spicco, in epoche diverse, anche due noti All Black come Grant Fox e Mils Muliaina.
Nel 1992 assunse la guida tecnica della formazione provinciale di Auckland, che disputava il National Provincial Championship, e la condusse alla vittoria in quattro edizioni consecutive di torneo, dal 1993 al 1996; in tale anno, cessata l'attività didattica, divenne tecnico professionista e fu il primo allenatore della neonata franchise di Super Rugby degli Auckland Blues, in seguito solo Blues; con essa vinse le prime due edizioni di tale competizione.

### La guida tecnica del Galles e dei British Lions
Sulla scorta dei successi ottenuti in patria, la Federazione gallese, reduce da una disastrosa sconfitta, la peggiore della sua storia, della propria Nazionale per 13-96 contro il Sudafrica, propose a Henry un contratto quinquennale da 235 000 sterline all'anno, che il tecnico neozelandese accettò.
L'esordio di Henry fu durante i test di fine anno del 1998 a Wembley proprio contro il Sudafrica, dal quale fu sconfitto 20-28 dopo aver condotto 20-17 fino a pochi minuti dalla fine; nel suo primo anno da C.T. Henry condusse la squadra a una striscia di 10 vittorie consecutive con alcuni risultati di spicco, quali la vittoria a Parigi contro la Francia nel Cinque Nazioni 1999 dopo 20 anni di sconfitte al Parco dei Principi, la vittoria nella serie di metà anno per 2-0 contro l'Argentina, ancora le vittorie contro Francia, la seconda nello stesso anno, e Sudafrica, la prima di sempre; in tale occasione Henry sostenne che, per competere con le nazioni dell'Emisfero Sud, le squadre del Nord dovevano dotarsi di una competizione professionistica per franchise simile al Super Rugby.
Le vittorie in serie gli valsero l'appellativo di Great Redeemer (il Grande Redentore), e anche i British and Irish Lions lo scelsero per guidare la squadra nel tour del 2001 in Australia, dove tuttavia perse la serie 2 a 1: dopo avere vinto il primo dei tre test match della serie, i Lions persero nettamente il secondo e nel terzo fallirono di poco la possibilità di portare a causa il risultato, a detta degli osservatori a causa della eccessiva rigidità tattica di Henry, cui fu mosso l'appunto di aver voluto forzare il gioco di un'équipe dell'emisfero Nord secondo gli schemi neozelandesi.
Quasi a voler confermare la natura degli appunti mossigli, lo stesso Galles incappò a fine 2001 in una serie di risultati negativi che culminarono, nel Sei Nazioni 2002, con una sconfitta per 10-54 dall'Irlanda che sancirono di fatto la fine del rapporto tra Henry e la Federazione gallese dopo tre anni e mezzo.

### La guida tecnica della nazionale neozelandese
Dopo la sconfitta neozelandese nella semifinale di Coppa del Mondo di rugby 2003 contro l'Australia, che costrinse gli All Blacks alla finale di consolazione per il terzo posto, la Federazione decise di non rinnovare il contratto all'allora C.T. John Mitchell e si mise in cerca di un nuovo allenatore; scartate le ipotesi Steve Hansen e Warren Gatland la scelta cadde proprio su Henry, che assunse l'incarico a dicembre 2003.
La prima uscita ufficiale della Nuova Zelanda di Graham Henry fu una serie di due incontri con l'Inghilterra fresca campione del mondo, che affrontava un tour in Australasia: gli All Blacks si imposero in entrambi gli incontri, per 36-3 e 36-12; interlocutorio il Tri Nations successivo nel quale la squadra, pur realizzando due vittorie e due sconfitte come le avversarie, chiuse all'ultimo posto, ma nel 2005 giunse la vittoria per 3-0 nella serie contro i British Lions in tour in Nuova Zelanda, la conquista del Tri Nations e il Grande Slam nel tour neozelandese di fine anno, battendo in serie Galles 41-3, Irlanda 45-7, Inghilterra 23-19 e Scozia 29-10.
La vittoria nei Tri Nations del 2006 e 2007 costituirono quindi una buona base di partenza per affrontare la Coppa del Mondo di rugby 2007 in Francia, in cui Henry presentava una squadra ringiovanita e con un nuovo capitano al posto di Tana Umaga, Richie McCaw.
Nella fase a gironi gli All Blacks ebbero facilmente ragione di Italia, Portogallo, Romania e Scozia, ma nei quarti di finale la squadra fu eliminata dal torneo grazie a una grande prestazione della Francia che vinse l'incontro 20-18.
Graham Henry fu giudicato dalla stampa il primo responsabile di tale eliminazione, dal punto di vista tattico e di gestione del gruppo, ma nonostante ciò la Federazione neozelandese lo confermò alla guida della Nazionale per ulteriori due anni; sebbene l'uscita ai quarti fosse stata il peggior risultato di sempre della Nuova Zelanda alla Coppa del Mondo, Henry ne fu l'unico commissario tecnico uscente a mantenere l'incarico pur non avendo vinto il torneo.
Nel 2008 Henry guidò la squadra alla vittoria negli incontri di metà anno contro Irlanda e Inghilterra e vinse il Tri Nations, e a fine anno realizzò il suo secondo Grande Slam nelle Isole britanniche con le vittorie sulla Scozia per 32-6, sull'Irlanda per 22-3, sul Galles per 29-9 e infine sull'Inghilterra per 32-6, con zero mete al passivo, e la riconquista del primo posto del ranking IRB, occupato negli ultimi 14 mesi dal Sudafrica campione del mondo.
Nel 2009 la squadra non fu brillante come l'anno precedente: pareggiata in giugno la serie contro la Francia, con una sconfitta iniziale per 22-27, e battuta l'Italia con uno stretto 27-6, miglior risultato di sempre degli azzurri in terra neozelandese, sorsero dubbi sulla consistenza della guida tecnica di Henry, ma la Federazione confermò fiducia al tecnico e gli prolungò il contratto fino a tutta la Coppa del Mondo di rugby 2011.
Il successivo Tri Nations 2009 vide la vittoria del Sudafrica, anche se gli All Blacks mantennero la Bledisloe Cup contro gli australiani con una serie vinta 4-0, e nei test in Europa di fine anno, vinsero tutti gli incontri, non senza difficoltà, contro Italia 20-6, Galles 19-12, Inghilterra 19-6 e Francia 39-12, mantenendo la vetta del ranking IRB.
L'anno successivo Henry riuscì a centrare un en plein nel Tri Nations 2010, con sei vittorie su sei incontri e 27 punti sui 30 totali disponibili e realizzò il suo terzo Grande Slam nelle Isole britanniche (e quarto assoluto per la Nuova Zelanda) nel tour di fine anno, mettendo in carniere le vittorie in sequenza contro Inghilterra 26-16, Scozia 49-3, Irlanda 38-18 e Galles 37-25.
Nonostante la mancata vittoria nel Tri Nations 2011, vinto dall'Australia, la compagine di Henry si presentava da favorita, ma durante il torneo dovette affrontare delle emergenze mediche che lo avevano privato di alcuni dei suoi elementi di maggior pregio: partito infatti con Dan Carter all'apertura e Colin Slade come sua riserva, e Mils Muliaina come estremo titolare, perse in corso di torneo dapprima Dan Carter, con conseguente promozione a titolare di Slade e richiamo in squadra di Aaron Cruden, poi, prima della semifinale del torneo contro l'Australia, perse anche lo stesso Slade e Muliaina.
Tale nuova serie di infortuni lo portò a convocare Hosea Gear in sostituzione di Muliaina e Stephen Donald, neppure preso in considerazione nelle preselezioni e oramai in procinto di lasciare la Nuova Zelanda per giocare in Inghilterra, al posto di Slade come riserva di Cruden.
Raggiunta la finale, inoltre, Cruden dovette uscire dal campo per un infortunio, lasciando così strada a Donald che marcò il calcio di punizione alla fine rivelatosi determinante per la conquista del torneo, che la Nuova Zelanda vinse battendo la Francia 8-7.
Pochi giorni dopo la vittoria in Coppa del Mondo, Graham Henry annunciò le sue dimissioni dall'incarico, che era comunque giunto a scadenza.
Alla fine del 2011, per i suoi contributi al rugby nazionale, gli fu conferita l'onorificenza di cavaliere dell'Ordine al merito della Nuova Zelanda, con relativo diritto a fregiarsi del titolo di "Sir".

### Dopo la Coppa del Mondo
Nel 2012 Henry ha ricevuto, e accettato, una proposta d'incarico come consulente tecnico da parte della Federazione rugbistica argentina; inoltre, a partire dalla stagione 2013, è di nuovo ai Blues nello staff tecnico dell'allenatore John Kirwan.

## Palmarès
- Coppe del mondo: 1
Nuova Zelanda: 2011
- Super Rugby: 2
Blues: 1996, 1997
- National Provincial Championship: 4
Auckland: 1993, 1994, 1995, 1996